# Messin'
Pour les articles homonymes, voir messin.
Albums de Manfred Mann's Earth Band
Glorified Magnified
(1972) Solar Fire
(1973)
Singles
1. Get Your Rocks Off
Sortie : 20 avril 1973

Messin' est le troisième album studio du groupe rock Manfred Mann's Earth Band sorti en 1973.
Il est enregistré aux Maximum Sound Studios de Londres.

## Titres
1. Messin' (Mike Hugg) – 9:53
2. Buddah (Mann, Mick Rogers) – 7:01
3. Cloudy Eyes (Mann) – 5:34
4. Get Your Rocks Off (Bob Dylan) – 2:49
5. Sadjoy (Mann) – 5:15
6. Black And Blue (Chain, Barry Sullivan, Matt Taylor, Phil Manning, Barry Harvey) – 6:44
7. Mardi Gras Day (Dr John Creaux) – 3:04

### Bonus sur Cd réédité en 1998
1. Pretty Good (John Prine) – 4:11
2. Cloudy Eyes (single edit) (Mann) – 3:31

## Musiciens
- Manfred Mann - claviers, chœurs
- Mick Rogers - guitare, chant
- Colin Pattenden - basse
- Chris Slade - batterie

## Personnel additionnel
- Laurie Baker -  chœurs sur "Messin'"
- Liza Strike - chœurs
- Vicki Brown - chœurs
- Judith Powell - chœurs
- Ruby James - chœurs